# Rasmus Højlund
Rasmus Winther Højlund (pronunție în daneză [ˈʁɑsmus ˈhʌjˌlɔnˀ]; n. 4 februarie 2003, Copenhaga, Danemarca) este un fotbalist din Regatul Danemarcei, care joacă pe post de atacant la Manchester United în Premier League. Pe plan internațional, are prezențe la națională pentru Danemarca.
Højlund a absolvit la academia de tineret din Copenhaga, făcându-și debutul la prima echipă la vârsta de 17 ani în octombrie 2020. După ce a marcat cinci goluri în 32 de apariții pentru Copenhaga, s-a alăturat clubului austriac Sturm Graz în ianuarie 2022. Mai târziu în acel an, a fost semnat de Atalanta pentru 17 milioane de euro.
Højlund a jucat fotbal internațional de tineret pentru Danemarca de la categoriile sub 16 până la sub 21. Și-a făcut debutul internațional la seniori în septembrie 2022.

## Cariera de club

### Copenhaga
Højlund s-a născut la Copenhaga și a crescut în Hørsholm, Regiunea Capitalei. A jucat fotbal pentru tineret pentru Hørsholm-Usserød Idrætsklub și Brøndby, înainte de a se alătura sistemului de tineret a lui Copenhaga. Și-a făcut debutul profesional pentru Copenhaga la vârsta de 17 ani, în octombrie 2020. În sezonul 2021-22, și-a făcut debutul în competițiile europene, contribuind cu cinci goluri în UEFA Europa Conference League în tururile de calificare și în turneul propriu-zis.

### Sturm Graz
În ianuarie 2022, Højlund s-a alăturat clubului din Bundesliga austriacă Sturm Graz pentru o sumă raportată de 1,8 milioane de euro. Acolo a marcat 12 goluri în 21 de meciuri în toate competițiile în restul sezonului 2021-22 și începutul sezonului 2022-23.

### Atalanta
La 27 august 2022, Højlund a semnat cu clubul din Serie A Atalanta pentru o sumă raportată de 17 milioane de euro. A marcat primul său gol pentru Atalanta pe 5 septembrie, într-o victorie cu 2-0 în deplasare împotriva lui Monza. A primit inițial rolul de rezervă la începutul sezonului, dar și-a făcut un loc în echipă de start din cauza formei slabe și a accidentărilor titularului obișnuit, Duván Zapata. În ianuarie 2023, a continuat să ofere mai multe performanțe convingătoare, în special marcând patru goluri în patru meciuri consecutive.

### Manchester United
La 29 iulie 2023, echipa din Premier League, Manchester United, a convenit să-l semneze pe Højlund de la Atalanta pentru o sumă inițială de 64 de milioane de lire sterline plus 8 milioane de lire sterline în variabile legate de performanță, jucătorul fiind de acord cu un contract de cinci ani cu opțiunea unui an extra. Apoi a fost anunțat oficial ca jucător al United pe 5 august 2023, sub rezerva autorizației internaționale.

## Cariera internațională
În septembrie 2022, Højlund a jucat primele sale meciuri internaționale pentru Danemarca împotriva Croației și Franței în timpul UEFA Nations League. Pe 23 martie 2023, a făcut primul său start internațional, marcând un hat-trick într-o victorie cu 3-1 împotriva Finlandei în timpul calificărilor pentru UEFA Euro 2024, primele goluri pentru țara sa.

## Viața personală
Frații săi gemeni mai mici, Emil și Oscar, sunt amândoi fotbaliști cu fostul său club, Copenhaga.

## Statistici carieră

### Club
La 25 mai 2025.
| Club              | Sezon         | Campionat           | Campionat | Campionat | Cupa    | Cupa   | Cupa Ligii | Cupa Ligii | Europa  | Europa | Total   | Total  |
| Club              | Sezon         | Divizie             | Meciuri   | Goluri    | Meciuri | Goluri | Meciuri    | Goluri     | Meciuri | Goluri | Meciuri | Goluri |
| ----------------- | ------------- | ------------------- | --------- | --------- | ------- | ------ | ---------- | ---------- | ------- | ------ | ------- | ------ |
| Copenhagen        | 2020–21       | Superliga Daneză    | 4         | 0         | 1       | 0      | —          | —          | 0       | 0      | 5       | 0      |
| Copenhagen        | 2021–22       | Superliga Daneză    | 15        | 0         | 1       | 0      | —          | —          | 11      | 5      | 27      | 5      |
| Copenhagen        | Total         | Total               | 19        | 0         | 2       | 0      | —          | —          | 11      | 5      | 32      | 5      |
| Sturm Graz        | 2021–22       | Austrian Bundesliga | 13        | 6         | 0       | 0      | —          | —          | 0       | 0      | 13      | 6      |
| Sturm Graz        | 2022–23       | Austrian Bundesliga | 5         | 3         | 1       | 2      | —          | —          | 2       | 1      | 8       | 6      |
| Sturm Graz        | Total         | Total               | 18        | 9         | 1       | 2      | —          | —          | 2       | 1      | 21      | 12     |
| Atalanta          | 2022–23       | Serie A             | 32        | 9         | 2       | 1      | —          | —          | —       | —      | 34      | 10     |
| Manchester United | 2023–24       | Premier League      | 30        | 10        | 5       | 1      | 2          | 0          | 6       | 5      | 43      | 16     |
| Manchester United | 2024–25       | Premier League      | 32        | 4         | 3       | 0      | 2          | 0          | 15      | 6      | 52      | 10     |
| Manchester United | Total         | Total               | 62        | 14        | 8       | 1      | 4          | 0          | 21      | 11     | 95      | 26     |
| Total carieră     | Total carieră | Total carieră       | 131       | 32        | 13      | 4      | 4          | 0          | 34      | 17     | 182     | 53     |

1. ↑  Include Cupa Danemarcei, Cupa Austriei, Coppa Italia, FA Cup
2. ↑  Include EFL Cup
3. ↑  Apariții în UEFA Europa Conference League
4. 1 2  Apariții în UEFA Champions League
5. ↑  Apariții în UEFA Europa League

## Palmares
Copenhaga
- Superliga daneză : 2021–22[18]